# Amblyseius neolentiginosus
Amblyseius neolentiginosus är en spindeldjursart som beskrevs av Schicha 1979. Amblyseius neolentiginosus ingår i släktet Amblyseius och familjen Phytoseiidae. Inga underarter finns listade i Catalogue of Life.